# Джек Блек
Джек Блек (англ. Jack Black; ім'я при народженні Томас Дж. Блек-молодший, народився 28 серпня 1969 року) — американський актор, комік і музикант. Учасник рок-гурту Tenacious D.

## Біографія

### Раннє життя
Блек народився в Каліфорнії в сім'ї двох інженерів: Джудіт Лав Коен (англ. Judith Love Cohen) і Томаса Вільяма Блека. Мати Блека — єврейка. його батько прийняв юдаїзм. Тому син виховувася, як єврей. На вечірньому шоу він сказав, що скоріш за все його прізвище походить від шотландського Blacksmith. Його батьки розлучились, коли йому було 10. У Блека був пес — суміш бульмастіфа і ротвейлера, на кличку Чіко. Чіко помер від парвовірусу відразу після розлучення батьків. Джек разом з батьком переїхав в Калвер-Сіті і часто навідував матір до кінця першого року навчання в Каліфорнійському університеті в Лос-Анджелесі, коли він з батьком переїхав до Франції.

### Кар'єра музиканта
Грає на акустичній і електро-гітарі.
Учасник сатиричного рок-гурту з Лос-Анджелесу «Tenacious D».

### Особисте життя
Одружений з Танею Гейден. Має від першого шлюбу двох дітей.

## Фільмографія

### Фільми
| Рік  |   | Українська назва                        | Оригінальна назва                     | Роль                                          |
| ---- | - | --------------------------------------- | ------------------------------------- | --------------------------------------------- |
| 1992 | ф | Боб Робертс                             | Bob Roberts                           | Роджер Девіс                                  |
| 1993 | ф | Крилаті ролери                          | Airborne                              | Оґі                                           |
| 1993 | ф | Руйнівник                               | Demolition Man                        | Wasteland Scrap                               |
| 1994 | ф | Нескінченна історія 3                   | The Neverending Story III             | Сліп                                          |
| 1995 | ф |                                         | Bye Bye Love                          | діджей на вечірці                             |
| 1995 | ф | Водний світ                             | Waterworld                            | пілот                                         |
| 1995 | ф | Мрець іде                               | Dead Man Walking                      | Крейг Понселет                                |
| 1996 | ф | Біобудинок                              | Bio-Dome                              | Tenacious D                                   |
| 1996 | ф | Фанат                                   | The Fan                               | радіотехнік                                   |
| 1996 | ф | Кабельник                               | The Cable Guy                         | Рік                                           |
| 1996 | ф | Марс атакує!                            | Mars Attacks!                         | Біллі-Глен Норріс                             |
| 1996 | ф | Перехрестя світів                       | Crossworlds                           | Стів                                          |
| 1997 | ф | Шакал                                   | The Jackal                            | Ламонт                                        |
| 1998 | ф |                                         | Bongwater                             | Девлін                                        |
| 1998 | ф | Ворог держави                           | Enemy of the State                    | Фідлер                                        |
| 1998 | ф | Я досі знаю, що ви скоїли минулого літа | I Still Know What You Did Last Summer | Тітус Телеско (в титрах не зазначений)        |
| 1999 | ф |                                         | Jesus' Son                            | Джорджі                                       |
| 2000 | ф |                                         | High Fidelity                         | Баррі                                         |
| 2001 | ф | Врятувати невдаху                       | Saving Silverman                      | Дж. Д. Макнаджент                             |
| 2001 | ф | Любов зла                               | Shallow Hal                           | Гел Ларсон                                    |
| 2002 | ф | Країна чудіїв                           | Orange County                         | Ленс Брамдер                                  |
| 2003 | ф | Школа року                              | The School of Rock                    | Дьюї Фінн                                     |
| 2004 | ф | Заздрість                               | Envy                                  | Нік Вандерпарк                                |
| 2004 | ф | Телеведучий: Легенда про Рона Борганді  | Anchorman: The Legend of Ron Burgundy | мотоцикліст                                   |
| 2005 | ф | Кінг-Конг                               | King Kong                             | Карл Денем                                    |
| 2006 | ф | Суперначо                               | Nacho Libre                           | Начо                                          |
| 2006 | ф |                                         | Tenacious D in The Pick of Destiny    | JB                                            |
| 2006 | ф | Відпочинок за обміном                   | Holiday                               | Майлз Дюмон                                   |
| 2007 | ф |                                         | Margot at the Wedding                 | Малькольм                                     |
| 2008 | ф | Перемотка                               | Be Kind Rewind                        | Джеррі Гербер                                 |
| 2008 | ф | Грім у тропіках                         | Tropic Thunder                        | Джефф Портной                                 |
| 2009 | ф | Початок часів                           | Year One                              | Зед                                           |
| 2010 | ф | Мандри Гулівера                         | Gulliver's Travels                    | Лемюель Гулівер                               |
| 2011 | ф | Берні                                   | Bernie                                | Берні Тіде                                    |
| 2011 | ф | Великий рік                             | The Big Year                          | Бред Гарріс                                   |
| 2011 | ф | Маппети                                 | The Muppets                           | у ролі самого себе                            |
| 2014 | ф | Секс-відео                              | Sex Tape                              | власник YouPorn                               |
| 2015 | ф |                                         | The D Train                           | Ден Лендсман                                  |
| 2015 | ф | Страшилки                               | Goosebumps                            | Роберт Лоуренс Стайн                          |
| 2017 | ф |                                         | The Polka King                        | Ян Леван                                      |
| 2017 | ф | Джуманджі                               | Jumanji                               | Шелдон Оберон                                 |
| 2018 | ф | Не хвилюйся, він далеко не піде         | Don't Worry, He Won't Get Far on Foot | Декстер                                       |
| 2018 | ф |                                         | Unexpected Race                       | шериф                                         |
| 2018 | ф | Будинок з годинником у стінах           | The House with a Clock in Its Walls   | Джонатан Барнавелт                            |
| 2018 | ф | Страшилки-2: Привиди Гелловіну          | Goosebumps                            | Роберт Лоуренс Стайн (в титрах не зазначений) |
| 2019 | ф | Джуманджі: Наступний рівень             | Jumanji: The Next Level               | Шелдон Оберон                                 |
| 2022 | ф | Дивний: Історія Ела Янковича            | Weird: The Al Yankovic Story          | Вульфман Джек                                 |
| 2023 | с | Мандалорець (3-й сезон)                 | The Mandalorian                       | Капітан Бомбардір                             |
| 2024 | ф | Бордерлендс                             | Borderlands                           | Claptrap                                      |
| 2024 | ф | Любий Санта                             | Dear Santa                            | Санта-Клаус / Сатана                          |
| 2025 | ф | Minecraft: Фільм                        | A Minecraft Movie                     | Стів                                          |
| 2025 | ф | Анаконда                                | Anaconda                              | Даг МакКалістер                               |

### Анімаційні фільми
| Рік  |    | Українська назва                            | Оригінальна назва                          | Роль   |
| ---- | -- | ------------------------------------------- | ------------------------------------------ | ------ |
| 2002 | мф | Льодовиковий період                         | Ice Age                                    | Зік    |
| 2004 | мф | Підводна братва                             | Shark Tale                                 | Ленні  |
| 2008 | мф | Панда Кунг-Фу                               | Kung Fu Panda                              | По     |
| 2008 | мф | Кунг-фу Панда: Секрети несамовитої п'ятірки | Kung Fu Panda: Secrets of the Furious Five | По     |
| 2011 | мф | Панда Кунг-Фу 2                             | Kung Fu Panda 2                            | По     |
| 2016 | мф | Панда Кунг-Фу 3                             | Kung Fu Panda 3                            | По     |
| 2022 | мф | Аполлон 10 1/2: Дитинство космічної ери     | Apollo 10 1/2: A Space Age Adventure       | Стен   |
| 2023 | мф | Супербрати Маріо                            | Super Mario Bros: The Movie                | Боузер |
| 2024 | мф | Панда Кунг-Фу 4                             | Kung Fu Panda 4                            | По     |

### Озвучування відеоігор
| Рік  | Назва гри                    | Персонаж                          |
| ---- | ---------------------------- | --------------------------------- |
| 2005 | King Kong                    | Карл Денхем                       |
| 2009 | Brütal Legend                | Едді Ріггс                        |
| 2014 | Broken Age                   | Гармній Легкобородий              |
| 2020 | Tony Hawk's Pro Skater 1 + 2 | офіцер Дік                        |
| 2021 | Psychonauts 2                | Порошинка світла / Гельмут Фулбер |